# Thạnh Lộc, huyện Cai Lậy
Thạnh Lộc là một xã thuộc huyện Cai Lậy, tỉnh Tiền Giang, Việt Nam.

## Địa lý
Phía tây xã tiếp giáp xã Mỹ Thành Bắc, phía nam tiếp giáp xã Mỹ Thành Nam và xã Phú Nhuận, phía đông tiếp giáp xã Phú Cường. Phía bắc tiếp giáp xã Tân Hòa, huyện Tân Thạnh, tỉnh Long An. Cũng như xã Phú Cường, kênh Nguyễn Văn Tiếp cắt ngang xã Thạnh Lộc gần như chia xã làm 2 phần bắc và nam.
Các con kênh chảy trong địa bàn xã ngoài kênh lớn Nguyễn Văn Tiếp gồm: Kênh 10, Kênh 500, kênh Bà Trần, kênh Ba Xã, kênh Bồi Tường, kênh Cà Nhíp, kênh Chà Là, kênh Đầu Ngàn, kênh Hai Biện, kênh Hai Hạt, kênh Kháng Chiến, kênh Tám Dư, kênh Thầy Cai, kênh Tư Đạt. Đất đai trong xã chủ yếu phù hợp trồng lúa, chịu ngập lũ hằng năm.

## Hành chính
Xã Thạnh Lộc có diện tích 23,84 km², dân số năm 2019 là 12.308 người, mật độ dân số đạt 512 người/km².
Xã được chia thành 6 ấp: ấp 1, 2, 3, 4, 5, 6.

## Lịch sử
Xã từng là một phần của xã Thạnh Phú, đến ngày 12 tháng 4 năm 1979 thì xã Thạnh Phú được chia thành xã Thạnh Lộc ở phía tây và xã Phú Cường ở phía đông. Cả hai xã cách nhau bởi kênh Tư Đạt và kênh Tám Bì, chảy theo hướng bắc nam.

## Kinh tế – Xã hội
Phía bắc con kênh Nguyễn Văn Tiếp là Tỉnh lộ 865. Chợ Thạnh Lộc nằm ở bờ bắc con kênh Nguyễn Văn Tiếp nơi tỉnh lộ 865 chạy qua, gần đó là cầu Thạnh Lộc, cây cầu duy nhất của xã bắc qua con kênh này. Ở bờ nam của cầu cách đó không xa là nhà thờ Giáo xứ Kinh Gãy, đường bờ nam của kênh là huyện lộ 59B với các đoạn đường nhựa và đường đan nối dài trong tình trạng tốt.
Kinh tế của xã chủ yếu là nông nghiệp trồng lúa, dưa hấu. Nhà máy xay xát và tàu, ghe tập trung trên kênh Nguyễn Văn Tiếp. Dân cư sống dọc theo các con kênh, chạy dọc theo đó là đất trồng mít, chuối,...quanh nhà. Trong xã có khá nhiều diện tích người dân chuyển sang đào ao nuôi cá.

## Ảnh
|  |  |  |

### Sách
- Ban tuyên giáo tỉnh ủy Tiền Giang và Trung tâm Unesco thông tin tư liệu lịch sử và văn hóa Việt Nam (2005). Địa chí Tiền Giang, Tập 1.
- Mai Thanh Hải (2004). Địa chí tôn giáo lễ hội Việt Nam: đình, chùa, nhà thờ, thánh thất, đền miếu, lễ hộ̂i, tu viện, am điện, lăng tẩm. NXB Văn hoá-Thông tin.